# فرانکنک
فرانکنک (به آلمانی: Frankeneck) یک شهر در آلمان است که در باد دورکهایم واقع شده‌است. فرانکنک ۸۶۷ نفر جمعیت دارد.